# Simulium wantoatense
Simulium wantoatense är en tvåvingeart som beskrevs av John Smart och Clifford 1965. Simulium wantoatense ingår i släktet Simulium och familjen knott. Inga underarter finns listade i Catalogue of Life.